# (32579) Allendavia
2001 QJ97 (asteroide 32579) é um asteroide da cintura principal. Possui uma excentricidade de 0.11870170 e uma inclinação de 6.19035º.
Este asteroide foi descoberto no dia 17 de agosto de 2001 por LINEAR em Socorro.